# Čachotín
Čachotín település Csehországban, a Havlíčkův Brod-i járásban. Čachotín Rozsochatec, Jilem, Chotěboř és Horní Krupá településekkel határos. Lakosainak száma 175 fő (2024. január 1.).

## Népesség
A település lakosságának változását az alábbi diagram mutatja:
| Lakosok száma | 405  | 416  | 398  | 262  | 177  | 179  | 178  | 173  | 158  | 175  |
|               | 1869 | 1890 | 1921 | 1950 | 1980 | 2001 | 2017 | 2019 | 2022 | 2024 |